# Camí de Santa Fe
|  | Per a altres significats, vegeu «Camí de Santa Fe (pel·lícula)». |

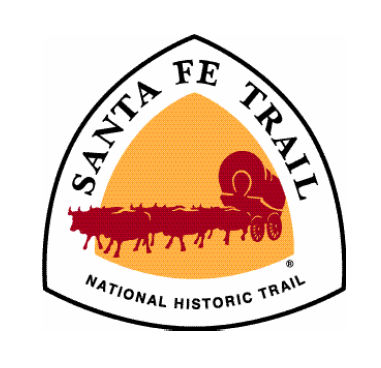
Logo del Camí de Santa Fe

El Camí de Santa Fe va ser una ruta de transport inaugurada pels espanyols a finals del segle xviii i molt utilitzada després pels nord-americans al segle xix que creuava el sud-oest d'Amèrica del Nord connectant Saint Louis (Missouri) amb Santa Fe (Nou Mèxic). Utilitzada per primera vegada el 1792/93 per Pere Vial al servei d'Espanya en les seves possessions de Nova Espanya, després del Tractat Adams-Onís va ser utilitzat pels nord-americans sent el primer d'aquests William Becknell el 1821. Vial va fer el seu recorregut inicial des de Santa Fe cap a San Luis, en canvi el recorregut dels nord-americans va ser en sentit contrari. El Camí de Santa Fe va servir com un camí vital en termes comercials i militars fins a l'arribada del ferrocarril a Santa Fe el 1880. Al principi era una ruta comercial internacional entre Mèxic i Estats Units, va servir el 1846 com una ruta d'invasió a Nou Mèxic en la Guerra de Mèxic i Estats Units.
Després de l'adquisició del sud-oest, el camí va ajudar a obrir la regió a l'economia nord-americana i a la colonització, jugant un paper important en l'expansió dels Estats Units cap als territoris recentment adquirits. El Camí de Santa Fe es rememora avui dia en el National Park Service com el  Camí Històric Nacional de Santa Fe . Una carretera que segueix aproximadament l'antiga ruta de Santa Fe a través de Colorado i Nou Mèxic, ha estat ara designada com el Camí de Santa Fe
Hi ha una pel·lícula en blanc i negre anomenada Camí de Santa Fe protagonitzada per Olivia de Havilland, Errol Flynn i Ronald Reagan.

## Traçat

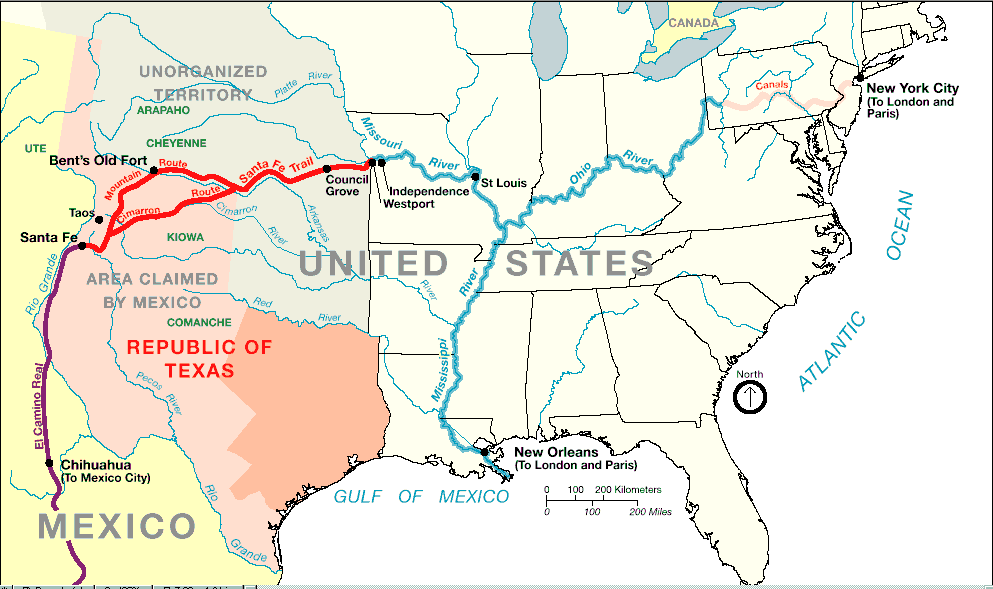
Mapa del Camí de Santa Fe (en vermell) el 1845

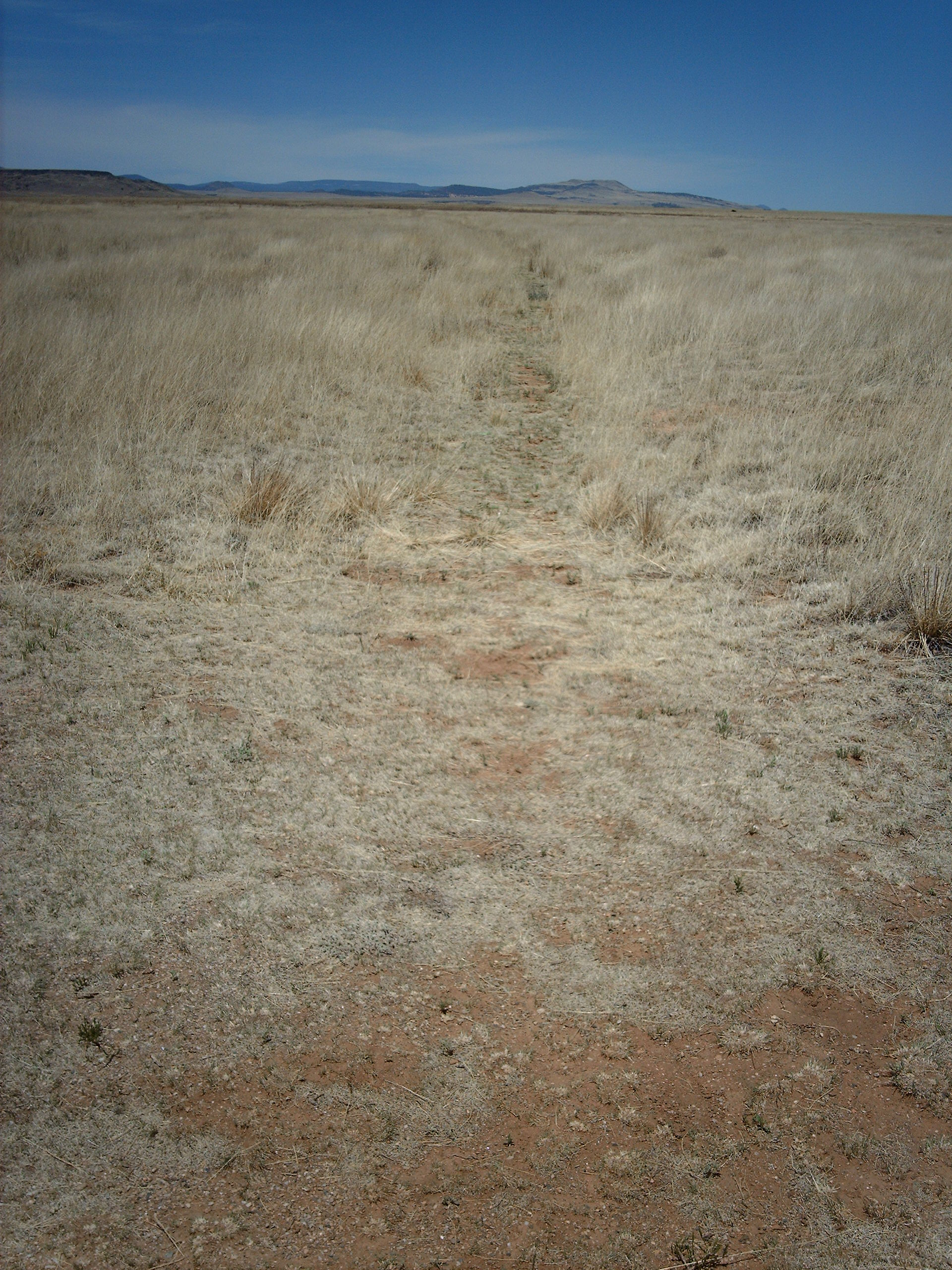
Solcs en el camí de Santa Fe a Fort Union

L'extrem oriental de la pista es troba al centre de Missouri a la ciutat de Franklin, al nord del riu Missouri

## Conservació històrica
Segments d'aquest camí a Missouri, Kansas, Oklahoma i Nou Mèxic estan inclosos en el Registre Nacional de Llocs Històrics. La secció del camí més llarga clarament identificable, Santa Fe Trail Remains, prop de Dodge City (Kansas), està inclosa com una fita històrica nacional, no es recomana seguir-la com a ruta primària.